# Conferenza episcopale dell'Oceano Indiano
La Conferenza episcopale dell'Oceano Indiano (in francese Conférence Épiscopale de l'Océan Indien, C.E.D.O.I.) è un organismo della Chiesa cattolica che raggruppa i vescovi di Comore, Mauritius, Riunione, Mayotte e Seychelles.

## Storia
Fin dal 1974 i vescovi delle isole dell'Oceano Indiano si riunivano ogni anno in modo informale e nel 1976 la Santa Sede riconosceva questa assemblea denominandola "Zona pastorale delle isole nell'Oceano Indiano sudoccidentale". Nel 1985 l'assemblea ha ottenuto da Roma lo statuto di Conferenza episcopale col nome ufficiale di Conférence episcopale de l'Océan Indien. Le isole che compongono la C.E.D.O.I. hanno una popolazione cattolica stimata attorno al milione. La sua sede è la città di Port Victoria, nelle Seychelles.
La Conferenza episcopale è membro del Simposio delle conferenze episcopali di Africa e Madagascar.

## Membri della C.E.D.O.I.
| Diocesi                                 | Stati e Paesi  |
| --------------------------------------- | -------------- |
| Diocesi di Port Victoria                | Seychelles     |
| Diocesi di Port-Louis                   | Mauritius      |
| Vicariato apostolico di Rodrigues       | Mauritius      |
| Diocesi di Saint-Denis-de-La Réunion    | La Riunione    |
| Vicariato apostolico delle Isole Comore | Comore Mayotte |

## Cronotassi

### Presidenti
- Jean Margéot, cardinale, vescovo di Port-Louis (1986 - 1989)
- Gilbert Guillaume Marie-Jean Aubry, vescovo di Saint-Denis-de-La Réunion (1989 - 1996)
- Maurice Piat, C.S.Sp., vescovo di Port-Louis (1996 - 2002)
- Gilbert Guillaume Marie-Jean Aubry, vescovo di Saint-Denis-de-La Réunion (2002 - 15 maggio 2006)
- Denis Wiehe, vescovo di Port Victoria (15 maggio 2006 - 9 settembre 2012)
- Maurice Piat, C.S.Sp., vescovo di Port-Louis (9 settembre 2012 - settembre 2016)
- Gilbert Guillaume Marie-Jean Aubry, vescovo di Saint-Denis-de-La Réunion (settembre 2016 - 2020)
- Maurice Piat, C.S.Sp., cardinale, vescovo di Port-Louis (2020 - 2022)
- Alain Harel, vescovo di Port Victoria, dal 2022

### Vicepresidenti
- Maurice Piat, C.S.Sp., vescovo di Port-Louis (15 maggio 2006 - 9 settembre 2012)
- Alain Harel, vicario apostolico di Rodrigues, poi vescovo di Port Victoria (9 settembre 2012 - 2020)
- Gilbert Guillaume Marie-Jean Aubry, vescovo di Saint-Denis-de-La Réunion, dal 2020

### Segretari generali
- Presbitero Jean-Claude Véder (15 maggio 2006 - 2013)
- Presbitero Georgy Kenny (2013 - 2019)
- Presbitero Jean Michaël Durhône (2019 - 19 maggio 2023)